# Климентьевка (Красноярский край)
Климентьевка — деревня в Нижнеингашском районе Красноярского края. Входит в состав Павловского сельсовета.

## География
Деревня находится в восточной части края, в пределах таёжной лесорастительной зоны, при автодороге 04К-691, на расстоянии приблизительно 15 километров (по прямой) к юго-юго-востоку (SSE) от Нижнего Ингаша, административного центра района. Абсолютная высота — 342 метра над уровнем моря.
Климат
Климат характеризуется как резко континентальный, с продолжительной морозной малоснежной зимой и коротким жарким летом. Зима продолжается в течение 6-7 месяцев. Абсолютный минимум температуры воздуха составляет −51 °C (по данным метеостанции г. Канска). Продолжительность периода с температурой более 10˚С составляет 100—110 дней. Среднегодовое количество атмосферных осадков составляет 484 мм.

## История
Основана в 1880 году. По данным 1926 года в заимке Клементьева (Павловском) имелось 25 хозяйств и проживало 117 человек (60 мужчин и 57 женщин). В национальном составе населения того периода преобладали украинцы. В административном отношении являлась центром Клементьевского сельсовета Нижне-Ингашского района Канского округа Сибирского края.

## Население
| 2010 |
| ---- |
| 112  |

Половой состав
По данным Всероссийской переписи населения 2010 года в гендерной структуре населения мужчины составляли 54,5 %, женщины — соответственно 45,5 %.
Национальный состав
Согласно результатам переписи 2002 года, в национальной структуре населения русские составляли 94 % из 124 чел.